# Günter Voglsamer
Günter Voglsamer (* 13. November 1918 in Kirchen an der Sieg; † 22. Juni 2004) war ein deutscher Maler und Präsident der Akademie der Bildenden Künste Nürnberg.

## Werdegang
Günter B. Voglsamer wuchs in München auf. Nach dem Abitur am Alten Realgymnasium, heute Oskar-von-Miller-Gymnasium, erlernte er den Beruf des Fotoretuscheurs in der Chemigrafie. Von 1942 bis 1950 studierte er an der Akademie der Bildenden Künste München, zunächst bei Hermann Kaspar. Nach dem Studium arbeitete er als freier Künstler und übernahm Auftragsarbeiten aus dem weiteren Bereich der Kunst am Bau.
Als Mitbegründer und Präsident der seit 1959 bestehenden Freien Münchner und deutschen Künstlerschaft und über die von ihr initiierte Ausstellungsreihe „Kunstsalon“ im Haus der Kunst hat er das kulturelle Leben in München mitbestimmt; so wurden etwa Anfang der 1960er Jahre Werke der avantgardistischen Gruppe SPUR im „Kunstsalon“ ausgestellt.
Die Nürnberger Kunstakademie berief Voglsamer 1967 als Professor für Große Komposition; von 1975 bis zu seiner Emeritierung 1984 war er Präsident der Akademie.

## Familie
Voglsamers Frau Irene Voglsamer-Gailling (1923–2005) war ebenfalls bildende Künstlerin, ebenso wie seine Tochter Ninon Voglsamer (* 1957); beide wurden mit dem Seerosenpreis ausgezeichnet. Irene Voglsamer-Gailling ist vor allem als Pressezeichnerin hervorgetreten, Ninon Voglsamer zunächst als Bildhauerin und später als Malerin.

## Werke
Voglsamer schuf Wandgemälde, Mosaiken und Entwürfe für Glasfenster.
- Fresken im Vorgängerbau der Immanuelkirche in München, 1939 (1965 mit Abriss verloren)[1]
- Zwei großflächige Wandgemälde in der Christuskirche in Hof, 1947
- zahlreiche Dioramen im Deutschen Museum in München, ab 1950
- Wandgestaltung im Foyer des Gärtnerplatztheaters in München
- Wandgestaltung in der Nürnberger Meistersingerhalle

## Auszeichnungen
- Ehrenmitglied der Akademie der bildenden Künste Nürnberg[2]
- Bayerischer Verdienstorden, 1975
- Bundesverdienstkreuz 1. Klasse, 1984
- Seerosenpreis, 2003